# Lista de membros da Royal Society eleitos em 1983
Esta é uma lista de Membros da Royal Society eleitos em 1983.

## Fellows
1. George Evelyn Hutchinson[2]
2. Henry Stommel[3]
3. Ian Graham Gass[4]
4. Jean Leray[5]
5. William Wilton Douglas[6]
6. Charles David Marsden[7]
7. Dennis William Sciama[8]
8. Ian Sneddon[9]
9. Sivaramakrishna Chandrasekhar[10]
10. Ted Paige[11]
11. Anthony Trafford James[12]
12. Christopher Polge[13]
13. Sir Philip Randle[14]
14. Frank Westheimer[15]
15. John Lawson (d. 2008)
16. Alan Sargeson[16]
17. Anatole Abragam (1914–2011)
18. Felix Weinberg (d. 2012)
19. Margaret Thatcher
20. George William Gray (1926–2013)
21. Martin Aitken
22. Sir David Attenborough
23. Sir Patrick Bateson
24. Edward Cocking
25. Pierre Deslongchamps
26. Reginald John Ellis
27. Malcolm Ferguson-Smith
28. Sir Alan Fersht[17]
29. William Alexander Gambling
30. Ian Read Gibbons
31. Ray Guillery
32. Richard Henderson
33. Peter Higgs[18]
34. Christopher Hooley
35. Peter Lawrence[19]
36. George Lusztig
37. Donald Metcalf[20]
38. Sir Keith O'Nions
39. Sir Michael Pepper
40. Michael James David Powell[21]
41. Ivan Roitt
42. Sir Edwin Southern[22]
43. Brian Spalding
44. Nigel Unwin
45. Ian Macmillan Ward
46. Charles Weissmann
47. John Westcott
48. Dudley Howard Williams[23]